# Bodo Primus

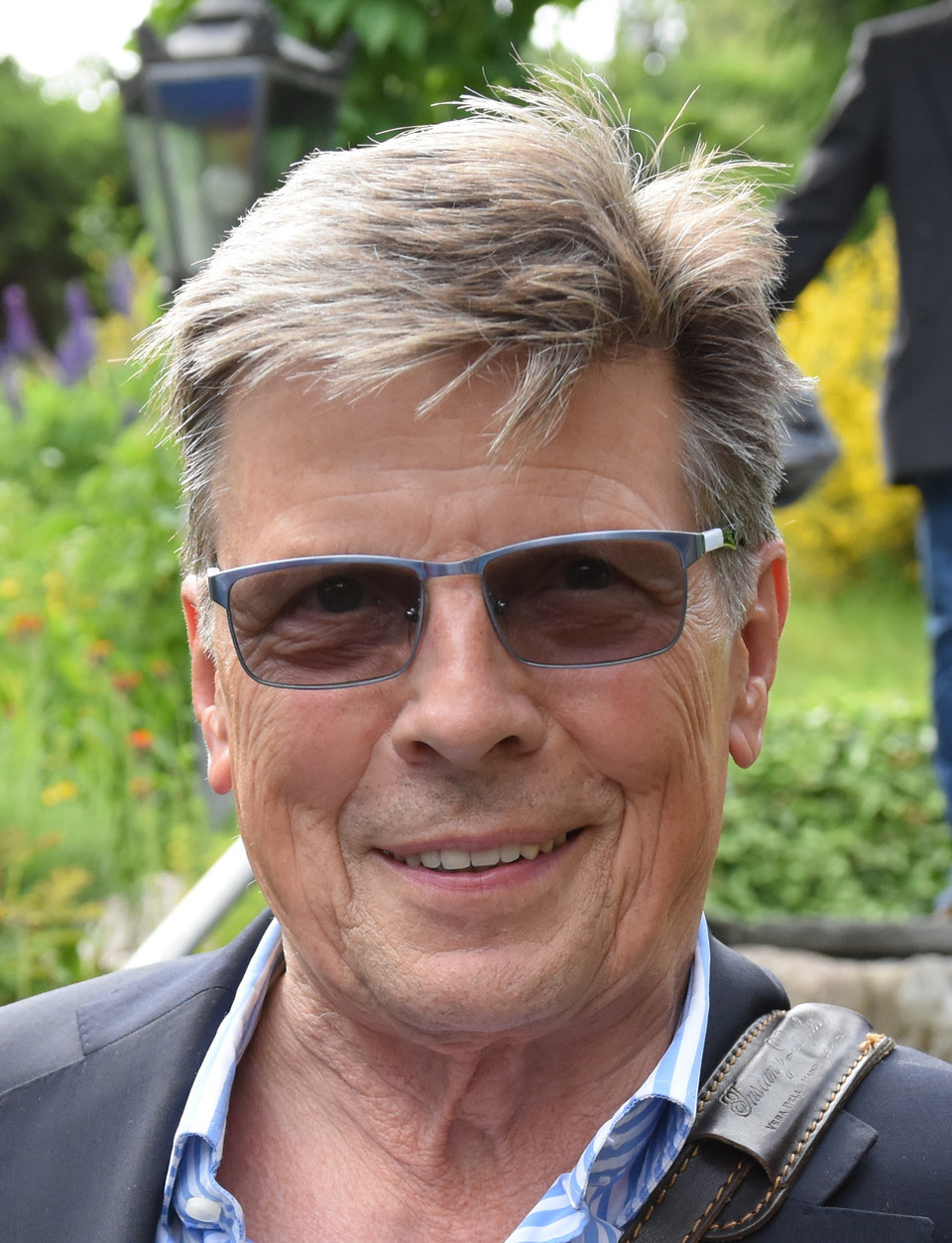
Bodo Primus (2017)

Bodo Primus (* 30. November 1938 in Berlin) ist ein deutscher Schauspieler, Hörspielsprecher und literarischer Rezitator.

## Leben
Bodo Primus, geboren in Berlin, wuchs, bedingt durch die Kriegsereignisse, in verschiedenen Regionen Deutschlands auf. Er besuchte das Gymnasium Petrinum in Recklinghausen und studierte Schauspiel an der Folkwanghochschule in Essen. Feste Engagements folgten in Münster, Essen, Krefeld, Gelsenkirchen, am Düsseldorfer Schauspielhaus unter Karl-Heinz Stroux und an den Städtischen Bühnen Köln.
Seit 1962 kamen Hörfunk- und Fernsehtätigkeit hinzu: Hörspiel, Rezitation, Feature, Literatur, Liveauftritte, Fernsehspiele und Dokumentationen sowie Aufgaben als Synchronsprecher für Spielfilme. Seit 1970 arbeitet Bodo Primus als freier Schauspieler. Von 2004 bis 2008 nahm er einen Lehrauftrag an der Robert Schumann Musikhochschule Düsseldorf als Dozent im Fach Sprecherziehung und Rollengestaltung wahr.
Seine vermutlich bekannteste Hörspielrolle ist der Detektiv Jonas in der Hörspielreihe Der letzte Detektiv des Bayerischen Rundfunks, die mit Joachim Wichmann und Peer Augustinski als Taschencomputer Sam in 42 Folgen Kultstatus erlangt hat. Weitere Produktionen waren Wir sind noch einmal davongekommen (Thornton Wilder, Hörspiel), Die ehrbare Dirne von Jean Paul Sartre (Hörspiel), Die Fliegen (Hörspiel), Der kalte Krieg (Fernsehdokumentation), Der amerikanische Bürgerkrieg (The Civil War, Fernsehdokumentation), Der verlorene Brief (Fernsehspiel), Dubrowski von Alexander Puschkin (Titelrolle im 5-teiligen Fernsehfilm, WDR 1968), Michael Kohlhaas von Heinrich von Kleist (Fernsehspiel), Blutoper von Christine Lehmann (Radio-Tatort, SWR 2011) u. v. a.
Seit 2017 gehört er zum Ensemble des Hörspiellabels Titania Medien und übernahm tragende Rollen in den Hörspielen der Reihen Gruselkabinett, Sherlock Holmes - Die geheimen Fälle des Meisterdetektivs, Grimms Märchen und Titania Special. Nach dem Tod von Peter Weis übernahm er 2024 in der Reihe Grimms Märchen die permanente Rolle des Erzählers.
Des Weiteren war Bodo Primus an zahlreichen Hörbuchprojekten beteiligt. Häufig ist seine Stimme in Hörfunk und Fernsehen des WDR zu hören.
Bodo Primus lebt seit den 1970er-Jahren in Solingen-Ohligs.

## Filmografie
- 1962: Das Halstuch von Francis Durbridge (2. Teil) – Regie: Hans Quest (Sechsteiliger Fernsehfilm)
- 1963: Im Schatten des Krieges – Regie: Edward Rothe (Fernsehfilm)
- 2007: Die Germanen – Regie: Schoko Okroy, Judith Voelker u. a. (Vierteiliger Fernsehfilm)

Dokumentationen (als Sprecher):
- 1989: Ein deutsches Schicksal: Kurt Gustav Wilckens – Vom Friedensengel zum Todesengel
- 2001: Tintin, le voyageur du siècle
- 2002: Die Monsterinsel

## Hörspiele
- 1975: Raymond Ragan Butler: Lachen ist gut für die Seele – Regie: Peter Michel Ladiges (SWF)
- 1976: Stanisław Lem: Die Mondnacht – Regie: Dieter Hasselblatt (BR, NDR, SDR, SFB)[2]
- 1978: Arthur Conan Doyle: Der Ring des Soth – Regie: Andreas Weber-Schäfer (SDR)[3]
- 1984–2001, 2008: Jonas – Der letzte Detektiv: Folge 1–42
- 2017–2018: Gruselkabinett: Folge 120–122, 128, 130–132, 134–137, 140[4], 143 – Regie: Marc Gruppe (Titania Medien)
- 2017–2018: Sherlock Holmes – Die geheimen Fälle des Meisterdetektivs: Folge 30 und 35 – Regie: Marc Gruppe (Titania Medien)[5]
- 2019–2024: Gruselkabinett: Folge 144, 145, 147, 150, 151, 153, 163, 164, 176, 177, 179, 183, 188, 190, 191, 192 - Regie: Marc Gruppe (Titania Medien)[6]
- 2019–2024: Sherlock Holmes - Die geheimen Fälle des Meisterdetektivs: Folge 37, 42, 48, 52, 56, 57, 61, 63, 64 - Regie: Marc Gruppe (Titania Medien)[7]
- 2021–2024: Grimms Märchen: Folge 3, 5, 7–9, 11, 12, 16, 18 (als Erzähler) - Regie: Marc Gruppe (Titania Medien)[8]

## Hörfunk-Features / -Dokumentationen
- 2002: Die Erde dreht sich links herum! – Science-Fiction in der DDR – Autor: Thomas Gaevert – SWR2 Dschungel, 30 Min.
- 2004: In die fremde Heimat – Geschichte und Visionen des Hermann Blumenau – Autor: Thomas Gaevert – SWR Dschungel, 26 Min.

## Preise und Auszeichnungen
- Deutscher Hörbuchpreis 2006 in der Kategorie „Beste Unterhaltung“ für Der Nazi & der Friseur
- Ichiro Kishimi: Du musst nicht von allen gemocht werden: Vom Mut, sich nicht zu verbiegen (DE: Gold (Hörbuch-Award))[9]